# Ganganell
El Ganganell, o Rec de Malloles, és un rec o canal de drenatge de la Catalunya del Nord que recorre el centre de la comarca del Rosselló, dins del terme comunal de Perpinyà, on s'aboca en la Bassa.
Es forma a ponent del terme de Perpinyà, a prop i a llevant del Mas Orlina, a ponent del Centre Penitenciari de Perpinyà, des d'on, seguint un curs de ponent a llevant lleugerament decantat cap al nord, passa pel costat septentrional de la presó, travessa l'antic poble de Malloles i després passa al nord-oest del barri de Sant Martí. En el darrer tram agafa la direcció nord i passa soterrat pel costat sud-est del Liceu Aragó (per damunt seu es troba l'avinguda del Liceu), i s'aboca en la Bassa en el lloc on aquesta avinguda fa un angle recte per anar a trobar el bulevard dels Pirineus.